# Луис Рејес Пењаранда
Луис Рејес Пењаранда (5. јун 1911— ?) био је боливијски фудбалер који је играо на позицији одбрамбеног играча.

## Каријера
Био је члан репрезентације Боливије на ФИФА-ином светском купу 1930. године.